# Otomops secundus
Otomops secundus là một loài động vật có vú trong họ Dơi thò đuôi, bộ Dơi. Loài này được Hayman mô tả năm 1952.